# Nuoto ai Giochi della XXXIII Olimpiade - Staffetta 4x200 metri stile libero femminile
La gara di nuoto della staffetta 4x200 metri stile libero femminile dei Giochi della XXXIII Olimpiade di Tokyo è stata disputata il 1º agosto 2024 presso l'Olympic Aquatics Centre alla Paris La Défense Arena.

## Record
Prima della competizione il record del mondo e il record olimpico erano i seguenti:
| Record mondiale | 7'41"50 | Australia Mollie O'Callaghan (1'53"66) Shayna Jack (1'55"63) Brianna Throssell (1'55"80) Ariarne Titmus (1'52"41) | 27 luglio 2023 Fukuoka, Giappone |
| Record olimpico | 7'40"33 | Cina Yang Junxuan (1'54"37) Tang Muhan (1'55"00) Zhang Yufei (1'55"66) Li Bingjie (1'55"30)                       | 30 luglio 2021 Tokyo, Giappone   |

## Programma
| Data          | Ora (UTC+1) | Turno    |
| ------------- | ----------- | -------- |
| 1 agosto 2024 | 10:00       | Batterie |
| 1 agosto 2024 | 20:30       | Finale   |

## Risultati

### Batterie
| Pos. | Batteria | Corsia | Nazione       | Atleti | Tempo   | Note |
| ---- | -------- | ------ | ------------- | --- | ------- | ---- |
| 1    | 2        | 4      | Australia     | Lani Pallister (1'55"74) Jamie Perkins (1'56"78) Brianna Throssell (1'55"82) Shayna Jack (1'57"29)                        | 7'45"63 | Q    |
| 2    | 2        | 2      | Ungheria      | Nikolett Pádár (1'57"82) Minna Ábrahám (1'57"48) Ajna Késely (1'58"97) Panna Ugrai (1'57"98)                              | 7'52"25 | Q    |
| 3    | 2        | 5      | Cina          | Tang Muhan (1'59"31) Kong Yaqi (1'59"33) Ge Chutong (1'57"88) Liu Yaxin (1'55"84)                                         | 7'52"36 | Q    |
| 4    | 1        | 4      | Stati Uniti   | Anna Peplowski (1'57"98) Erin Gemmell (1'56"77) Simone Manuel (1'58"50) Alex Shackell (1'59"47)                           | 7'52"72 | Q    |
| 5    | 1        | 3      | Brasile       | Maria Fernanda Costa (1'56"89) Stephanie Balduccini (1'57"93) Maria Paula Heitmann (1'59"43) Gabrielle Roncatto (1'58"56) | 7'52"81 | Q    |
| 6    | 2        | 3      | Canada        | Emma O'Croinin (2'00"27) Ella Jansen (1'58"25) Julie Brousseau (1'57"93) Mary-Sophie Harvey (1'56"58)                     | 7'53"03 | Q    |
| 7    | 1        | 5      | Gran Bretagna | Freya Anderson (1'57"31) Abbie Wood (1'57"15) Lucy Hope (1'59"29) Medi Harris (1'59"74)                                   | 7'53"49 | Q    |
| 8    | 1        | 6      | Nuova Zelanda | Erika Fairweather (1'56"04) Eve Thomas (1'59"29) Caitlin Deans (1'59"11) Laticia-Leigh Transom (1'59"93)                  | 7'54"37 | Q    |
| 9    | 2        | 1      | Italia        | Sofia Morini (1'58"26) Giulia D'Innocenzo (1'58"43) Matilde Biagiotti (1'59"23) Giulia Ramatelli (1'59"37)                | 7'55"29 |      |
| 10   | 1        | 1      | Germania      | Isabel Marie Gose (1'58"63) Nicole Maier (1'58"76) Julia Mrozinski (1'59"64) Nele Schulze (1'58"54)                       | 7'55"57 |      |
| 11   | 2        | 7      | Israele       | Anastasia Gorbenko (1'58"30) Daria Golovaty (1'58"02) Ayla Spitz (2'01"02) Lea Polonsky (1'58"65)                         | 7'55"99 |      |
| 12   | 2        | 6      | Paesi Bassi   | Janna van Kooten (1'59"86) Imani de Jong (2'00"74) Silke Holkenborg (2'00"19) Marrit Steenbergen (1'56"79)                | 7'57"58 |      |
| 13   | 1        | 2      | Giappone      | Nagisa Ikemoto (1'58"68) Waka Kobori (1'58"53) Hiroko Makino (2'00"68) Rio Shirai (2'01"21)                               | 7'59"10 |      |
| 14   | 1        | 7      | Francia       | Lucile Tessariol (2'00"01) Assia Touati (2'00"11) Marina Jehl (1'59"61) Anastasiia Kirpichnikova (2'00"25)                | 7'59"98 |      |
| 15   | 2        | 8      | Spagna        | María Daza (2'01"42) Alba Herrero (1'59"43) Paula Juste (1'59"54) Ainhoa Campabadal (1'59"84)                             | 8'00"23 |      |
| 16   | 1        | 8      | Turchia       | Gizem Güvenç (1'59"72) Ela Naz Özdemir (2'00"99) Ecem Dönmez (2'01"55) Zehra Bilgin (2'02"92)                             | 8'05"18 |      |

### Finale
| Pos.    | Corsia | Nazione       | Atleti | Tempo   | Note |
| ------- | ------ | ------------- | --- | ------- | ---- |
| Oro     | 4      | Australia     | Mollie O'Callaghan (1'53"52) Lani Pallister (1'55"61) Brianna Throssell (1'56"00) Ariarne Titmus (1'52"95)                 | 7'38"08 |      |
| Argento | 6      | Stati Uniti   | Claire Weinstein (1'54"88) Paige Madden (1'55"65) Katie Ledecky (1'54"93) Erin Gemmell (1'55"40)                           | 7'40"86 |      |
| Bronzo  | 3      | Cina          | Yang Junxuan (1'54"52) Li Bingjie (1'55"05) Ge Chutong (1'57"45) Liu Yaxin (1'55"32)                                       | 7'42"34 |      |
| 4       | 7      | Canada        | Mary-Sophie Harvey (1'56"33) Ella Jansen (1'57"50) Summer McIntosh (1'53"97) Julie Brousseau (1'58"25)                     | 7'46'05 |      |
| 5       | 1      | Gran Bretagna | Freya Colbert (1'55"95) Abbie Wood (1'56"57) Freya Anderson (1'56"15) Lucy Hope (1'59"56)                                  | 7'48"23 |      |
| 6       | 5      | Ungheria      | Nikolett Pádár (1'56"14) Minna Ábrahám (1'57"23) Ajna Késely (1'59"45) Panna Ugrai (1'57"70)                               | 7'50"52 |      |
| 7       | 2      | Brasile       | Maria Fernanda Costa (1'56"06 ) Stephanie Balduccini (1'57"32) Maria Paula Heitmann (2'00"54) Gabrielle Roncatto (1'58"98) | 7'52"90 |      |
| 8       | 8      | Nuova Zelanda | Erika Fairweather (1'56"82) Eve Thomas (1'59"48) Caitlin Deans (1'59"79) Laticia-Leigh Transom (1'59"80)                   | 7'55"89 |      |